# Por lo que murieron
«Por lo que murieron» (en idioma original, What They Died For) es el decimosexto episodio de la sexta y última temporada de la serie de televisión Lost, conocido en España como Perdidos; (y 119 de toda la serie), escrito por: Edward Kitsis, Adam Horowitz y Elizabeth Sarnoff. Fue emitido el 18 de mayo de 2010 por ABC en Estados Unidos y por CTV en Canadá.

## Trama

### En la realidad alterna
Jack recibe una llamada (supuestamente de Aerolíneas Oceanic, aunque en realidad era Desmond), para informarle que ya habían encontrado el ataúd de su padre. Después de la llamada, Desmond se dirige a la escuela donde atropelló a Locke. Es visto por Linus, quien intenta arrestarlo cívicamente, pero es golpeado repetidas veces por Desmond. Durante la paliza, Ben tiene visiones de su vida paralela. En esto, Desmond le dice que él no buscaba herir a Locke, sino más bien hacer que "siguiera adelante" con respecto a lo de su padre. Después de haberle dicho esto, escapa en su auto, y se dirige a la estación de policía.
Mientras tanto, Linus es atendido en la enfermería, donde le ponen una venda en el brazo y a donde llega Locke para hablar con él. Linus le cuenta que mientras lo golpeaba, Desmond dijo lo que pretendía y John se queda perplejo, al llegar a la comisaría, Desmond pide hablar con Sawyer, a quien le confiesa haber atropellado a Locke y haber golpeado sin piedad a Linus. Sawyer lo encierra junto a Sayid y Kate. Al rato, vienen a buscarlos y se les dice que serán enviados fuera del país.
Por otro lado, Locke va a hablar con Jack, le cuenta que las veces que se han topado corresponden más al "destino" que a meras coincidencias, y que está dispuesto a hacerse la cirugía para salir de la silla de ruedas. Mientras tanto, Desmond, Sayid y Kate van en un furgón policial rumbo al aeropuerto. Dentro, Desmond les dice que él puede hacer que escapen, pero que deben confiar en él y hacer lo que él diga. Cuando Sayid y Kate le responden que sí, la patrulla se detiene en un muelle. Al abrir la patrulla, no es nada más y nada menos que Ana Lucía quien se encargaba de escoltarlos por un acuerdo previo que tenía con Desmond: liberarlos a cambio de una suma de dinero o matarlos a tiros si no cobraba. Poco después, llega Hurley con el dinero para Ana Lucía. Sayid se va con Hurley, Kate y Desmond en un Camaro que Hurley le facilitó. Desmond le entrega un vestido a Kate y le dice que se prepare porque van a ir a un concierto.

### En la playa y en la isla
Después de haber descansado, el grupo de Jack se dispone a buscar a Desmond en el lugar que Sayid les dijo antes de morir. En el camino, Hurley se topa con la versión de Jacob niño, quien le dice que le devuelva sus cenizas. Apenas se lo muestra, el niño echa a correr, con Hurley detrás, hasta que se encuentra con el Jacob adulto sentado frente a una hoguera. Este le dice que cuando la hoguera se acabe no volverá a verlo más y que se prepare junto con sus amigos porque, Jacob afirma que "estamos muy cerca del final".
Mientras tanto, el equipo de Richard va a buscar las bombas C4 que Ben tenía guardadas en su escondite secreto del armario de su casa. Cuando las está sacando, se dan cuenta de que dentro de la casa se encuentra Charles Widmore junto con Zoe, quien es enviada luego a destruir el bote en el que llegaron. Cuando Zoe va a ver el bote, se percata que el falso Locke llega al muelle, por lo que avisa rápidamente a Widmore para esconderse. En la casa de Ben llegan a un acuerdo por el que Widmore y Zoe se esconderán tras el armario mientras Ben se enfrentará al falso Locke, Richard intentará ganar tiempo hablando con él y Miles escapará a la selva. Cuando Richard sale a buscarlo, aparece el humo negro y lo lanza lejos. Luego se presenta ante Linus bajo la forma de Locke. Le dice qué si él lo ayuda a matar a algunas personas, entonces podrá tenerlo todo, a lo que Ben responde afirmativamente. Linus revela al hombre de negro el paradero de Widmore y va junto con él para hablar. Cuando entran al armario, el falso Locke le pregunta a Zoe quién es. Widmore le dice a ella que no diga nada. Entonces el hombre de negro saca su daga y corta el cuello a Zoe. A continuación le dice a Widmore que si no le dice lo que vino a hacer en la isla, matará a Penny cuando salga de esta. Este le dice que llevó a Desmond a la isla debido a su resistencia innata al electromagnetismo. Después le explica en susurros porque es su último recurso ya que no quiere que Ben lo escuche. Mientras está susurrando es disparado por Linus.
Volviendo con el grupo de Jacob, este les dice que los eligió para ser sus candidatos porque sus vidas eran parecidas a la de él. También les explica que alguien debe reemplazarlo y proteger la luz, tarea que le fue encomendada hace muchos años, para lo que debe evitar que el hombre de negro se acerque a ella. Jack se ofrece a ser el próximo guardián, por lo que Jacob lo lleva junto a una ribera. Ahí le explica que la luz está cruzando un río, tras el campo de bambú donde él despertó la primera vez que llegaron a la isla. Luego le da ha beber de la rivera (a la cual deja de alguna manera encantada), con lo cual le dice: "ahora eres como yo".
Después de un rato, Linus y el falso Locke van camino al pozo donde dejaron a Desmond. En el camino, Ben le pregunta por qué, si puede convertirse en el humo; sigue caminando, a lo que el hombre de negro le responde que le gusta sentir el piso bajo sus pies, lo que le recuerda que alguna vez fue humano. Cuando llegan al pozo, se dan cuenta de que Desmond ha escapado. Ben dice que al parecer ayudaron a salir a Desmond, a lo que el falso Locke responde que está equivocado, ya que realmente a quien han ayudado a salir ha sido a él mismo. Entonces, le explica a Ben que Desmond era (según Widmore) una prueba de fallos, el último recurso de Jacob. Él ha matado a todos los candidatos y al hallar a Desmond, hará que él haga lo único que nunca ha podido hacer: destruir la isla.
- Datos: Q2076655